# Ewai
Ewai est un village du Cameroun situé dans l’arrondissement de Batibo, dans le département de Momo et dans la Région du Nord-Ouest.

## Localisation
Le village d'Ewai est localisé à 5° 42′ 24″ N et 9° 54′ 14″ E. Il se trouve à environ 38 km de distance de Bamenda, le chef-lieu de la Région du Nord-Ouest et à environ 271 km de distance de Yaoundé, la capitale du Cameroun.

## Population
Lors du recensement national de 2005, le village comptait 1 426 habitants, dont 667 hommes et 759 femmes.

## Éducation
Il y a une école publique GNS Ewai (construite en 2010).

## Santé
Il y a une centre de santé à Ewai (construit en 1998).

## Réseau routier
Une route, à l'état dégradé, relie Ewai à Enyoh et à Fomben.